# زونشینگ
زونشینگ (به آلمانی: Sünching) یک شهر در آلمان است که در بایرن واقع شده‌است.

## خصوصیات
زونشینگ ۱۹٫۴۱ کیلومترمربع مساحت دارد ۳۴۱ متر بالاتر از سطح دریا واقع شده‌است.